# Casimiro Alegre
Casimiro Alegre (1741–1825) fue un militar argentino, hacendado y alcalde. Fue comandante del Regimiento de Blandengues de Buenos Aires durante el Virreinato del Río de la Plata.

## Biografía
Casimiro Alegre nació en Buenos Aires el 19 de enero de 1741, hijo de Matias Alegre (nacido en Asunción) y Francisca Sosa. Su padre se dedicaba a la  ganadería, poseyendo una estancia en Zárate, en el noreste de la actual Provincia de Buenos Aires.

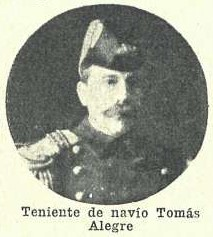
Tte. Tomás Alegre (1853-1911), descendiente de Casimiro Alegre

El 15 de enero de 1783 Alegre contrajo matrimonio en la Parroquia de San Vicente con Anastacia Espinosa, hija de Francisco Antonio Espinosa (descendiente de Antón Higueras de Santana) y Francisca Ramírez. Los Espinosa eran origionarios de las Montañas de Burgos. Tuvieron nueve hijos: Agustina, Juana Ventura, Juan Napomuceno, Ramón Florencio, Cipriano (nacido en el día de San Cirpiano de 1788), Francisco Javier (militar), Cornelio, Mariano y Saturnino Alegre, terratenientes del centro-este Buenos Aires.
Casimiro Alegre descendía de Esteban Alegre, llegado al Río de la Plata en la expedición de Juan de Garay,, así como de Luis Alegre (expedicionario de Pedro de Mendoza). Era ahijado y sobrino político de Ramón López de Osornio (terrateniente). Su hermana Petrona Alegre Sosa casó con Francisco de Rivas, familiar de José Benito Rivas, alcalde de Morón en 1812.

## Carrera militar

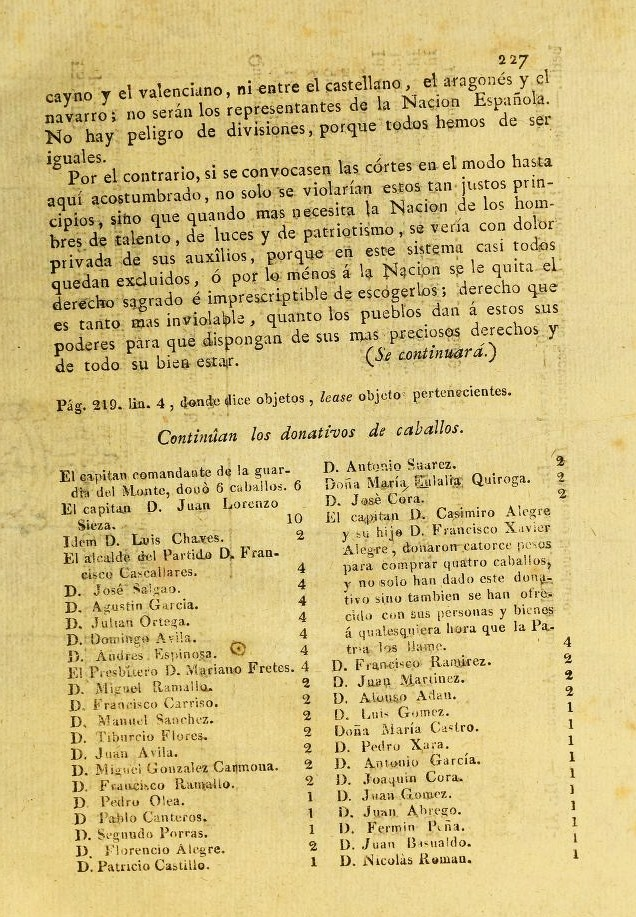
donación de caballos, publicado en la Gazeta de Buenos Ayres el 6 de septiembre de 1810

Casimiro Alegre eligió la carrera militar influido por su abuelo el Sargento Mayor Bernabé Alegre, esposo de Potenciana Paredes, criolla descendiente de Francisco de Paredes. Sirvió primeramente entre los diecinueve y los veinte años en la Guardia del Juncal, fortificación en la ciudad de Cañuelas, frontera con los indígenas.
En 1777, Alegre inició el poblamiento español de las costas de la Laguna de San Miguel del Monte, pobladas por indígenas. En 1779, fue promovido a Teniente de milicias, y en 1780 a Capitán.
La noche del 27 de agosto de 1780 Luján fue atacada por un malón de miles de guerreros pampas. El Consejo de Guerra de Buenos Aires designó a Alegre para realizar expediciones punitivas. Dichas expediciones contaban con escopetas, carabinas, pistolas, lanzas y sables.
En las décadas de 1780 y 1790 Alegre fue alcalde de la hermandad en el actual territorio de Almirante Brown, San Vicente, Magdalena y La Matanza. Los alcaldes ejercían funciones administrativas, judiciales y de policía, dedicándose también a la persecución de bandidos rurales.
El 16 de septiembre de 1795 Alegre fue comisionado por el Virrey, Pedro Melo de Portugal para tasar tierras en el actual Partido de Marcos Paz.
Durante las Invasiones inglesas del Río de la Plata, Casimiro Alegre sirvió en el Regimiento de Voluntarios de Caballería de la Frontera,.  Su hijo Francisco Javier Alegre, fue Alférez en el 1.º Regimiento de Caballería de la Frontera.
Casimiro Alegre apoyó la Revolución de Mayo 1810. Él y su hijo Francisco colaboraron en la compra de caballos para la Primera expedición auxiliadora al Alto Perú. Puso a disposición de las autoridades de Buenos Aires su regimiento de milicias, así como los dependientes de su estancia de San Vicente.
En 1811, participó en la defensa de la Banda Oriental contra la invasión portuguesa. Se retiró del Ejército Argentino como Sargento Mayor, Comandante de la 1.ª Compañía de Milicias Urbanas de San Vicente, provincia de Buenos Aires en 1817.
Falleció en 1825, se encuentra sepultado en el Cementerio de Recoleta, Buenos Aires.